# Zonsverduistering van 31 mei 2068

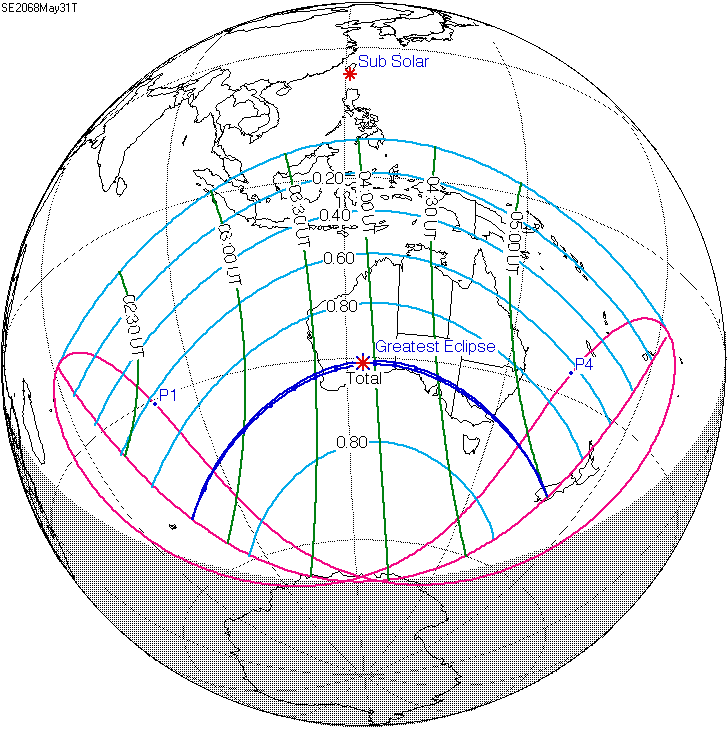
De totale zonsverduistering vindt plaats tussen de blauwe lijnen.

De totale zonsverduistering van 31 mei 2068 zal achtereenvolgens te zien zijn in de volgende twee landen: Australië en Nieuw-Zeeland.

## Lengte

### Maximaal
Het punt met maximale totaliteit ligt in Australië vlak bij de plaats Zanthus en duurt 1m05,8s.

### Limieten
| Fenomeen                    | Code | Tijdstip UTC |
| --------------------------- | ---- | ------------ |
| Eerste contact bijschaduw   | P1   | 01:29:49.5   |
| Eerste contact kernschaduw  | U1   | 02:48:45.7   |
| Kernschaduw compleet vanaf  | U2   | 02:48:53.2   |
| Bijschaduw compleet vanaf   | P2   | Niet         |
| Maximum eclips              | GE   | 03:54:26.7   |
| Bijschaduw compleet t/m     | P3   | Niet         |
| Kernschaduw compleet t/m    | U3   | 05:00:05.9   |
| Laatste contact kernschaduw | U4   | 05:00:07.8   |
| Laatste contact bijschaduw  | P4   | 06:19:11.3   |